# 増岡加奈子
増岡 加奈子（ますおか かなこ、1994年12月3日 - ）は、日本の女子バスケットボール選手である。ミツウロコ所属。ポジションはガードフォワード。愛称は「ナコ」。

## 来歴
埼玉県入間市出身。
小2のときにミニバスケクラブの金子パイレーツでバスケを始め、入間市立金子中学校を経て、山村学園高校に進学。3年次にはインターハイ・国体ともに3位、ウィンターカップでは4位でベスト5にも選出。U-18アジア選手権日本代表にも選出され準優勝に貢献。
2013年、シャンソンに加入。
同年のU-19女子世界選手権日本代表にも選出。
2018年、地域リーグのミツウロコへ移籍。
2021年、3x3チームのBEEFMAN.EXEに所属

## 経歴
- 山村学園高 - シャンソン化粧品（2013年〜2018年） - ミツウロコ

## 日本代表歴
- U-18アジア女子選手権
- U-19女子世界選手権